# Fountain Estate
Fountain Estate lojalistička je gradska četvrt u Derryju (Londonderry), Sjeverna Irska. Graniči s republikanskim četvrtima Bogside i Brandywell. Veliki broj protestanata napustio je četvrt i preselio u Waterside na drugoj obali rijeke Foyle, s kojim je ova četvrt povezana mostom. Nekad je živjelo 15 000 protestanata u četvrti, a danas ih je još oko 500. Republikanci su u tolikoj većini u gradu da protestanti imaju problema doći do gradskog središta a da ne budu izvrgnuti ruglu. Protestanti iz četvrti tvrde da se događa da im se na kuće bacaju jaja. Zid mira u Sjevernoj Irskoj razdvaja četvrt od susjednih republikanskih četvrti.